# 湿拓
湿拓（しったく）は紙を湿らせて対象物に張り、その後タンポで墨をつけてとる拓本。湿拓法（直接湿拓法）と間接湿拓法がある。

## 概要
直接湿拓法は対象に直接墨をつけ、形を紙に写し取る。できあがった拓本は左右が逆になる。間接湿拓法は対象に紙を置いて、湿した綿などで紙が貼り付くように押しつけた後、タンポで墨を紙につけていく。間接湿拓法は対象を墨で汚さず、乾拓法に比べて細かなところまで写すことができる。

紙が十分に乾かないうちに墨を打ったり、強く打ち過ぎたりすると、紙の裏まで墨が浸透して対象を汚す可能性がある。対象の状態に応じて用具や素材を変えたり、墨の濃淡や打ち方の強弱を変えるなどの工夫が必要である。

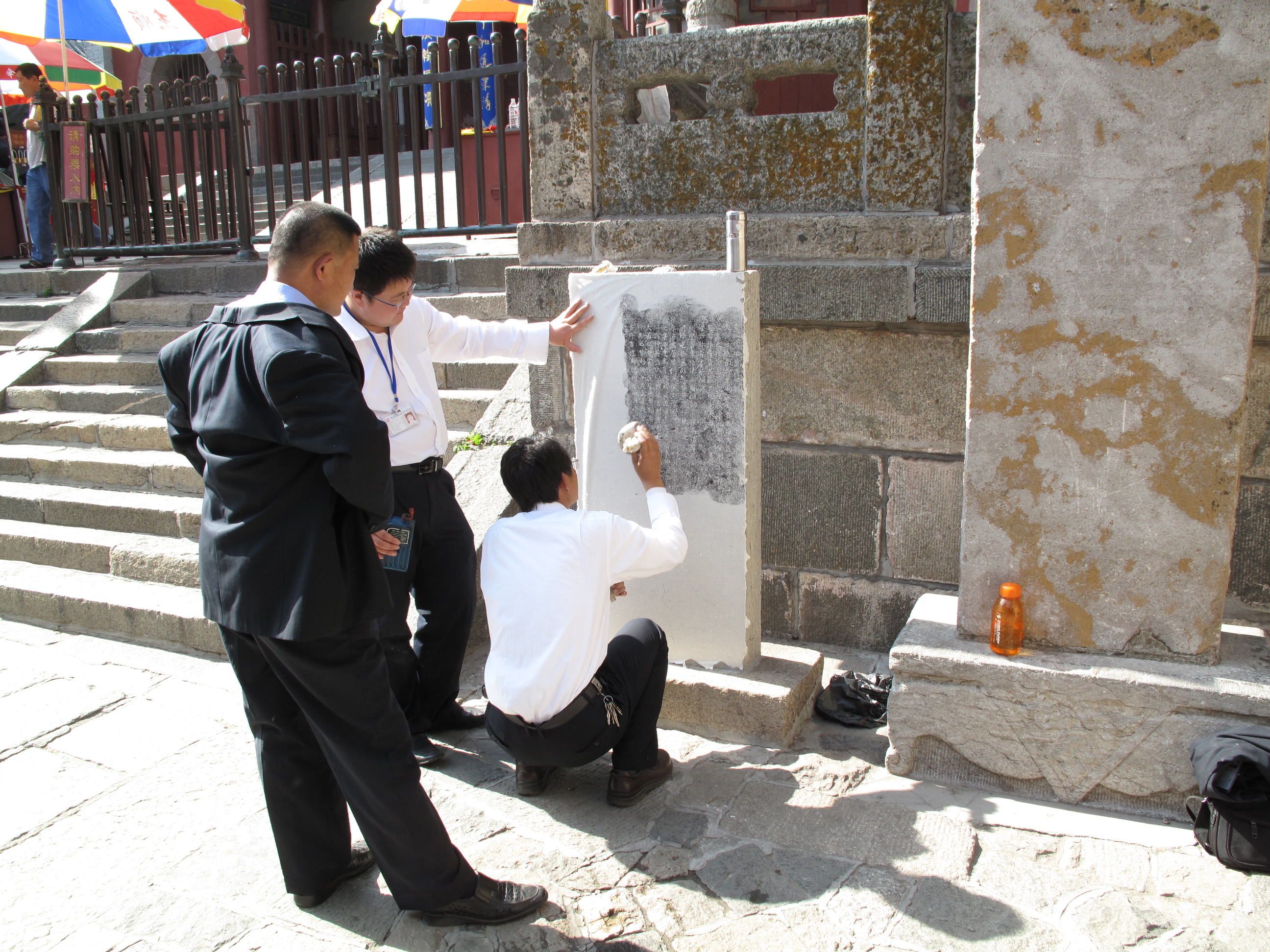
中国山東省泰山で湿拓をする様子